# Armand Walter
 Armand Walter (né le 5 avril 1908 à Pfastatt (Haut-Rhin à l'époque en Alsace-Lorraine) et mort le 11 juillet 1995 à Belfort) était un gymnaste français.

## Carrière sportive
Il faisait partie du club de Guebwiller, puis de celui de Belfort où il était sapeur-pompier.
Il a représenté la France, aux Jeux olympiques d'été de 1936, à Berlin.

## Palmarès
Armand Walter a été champion de France en 1936, au concours général.